# 無気記号
無気記号（むききごう、古代ギリシア語: ψιλὸν πνεῦμα、ラテン語: spiritus lenis）は、古代ギリシア語の表記に用いられるギリシア文字のダイアクリティカルマークで、主に語頭の母音の前に「h」がないことを表す。逆に「h」があることを表す記号を有気記号と呼ぶ。無気記号と有気記号をまとめて気息記号と呼ぶ。

## 概要
ギリシア語イオニア方言には/h/音がなかったため、本来この音を表していた「Η」字が母音/ɛː/を表すために流用されていた。紀元前5世紀ごろからギリシアではイオニア式アルファベットが標準として普及した。アッティカ方言を含めて多くの方言には/h/音が残っていたが、文字がないために表記することができなかった。
後にアレクサンドリアの文法家は「Η」の左半分を取った記号「」を文字の上に書くことで/h/があることを、この記号を左右逆にした「」を書くことで/h/がないことを示すようになった。前者が変化して有気記号（῾）、後者が無気記号（᾿）に発達した。
当初は/h/の有無によって意味の変わる場合にのみ区別するために使われた。ギリシア語のダイアクリティカルマークの使用は時代とともに使われる頻度が高くなり、ビザンチン時代の800年以降になって常に記されるようになった。
語頭の母音のほかに、ρ（r）を重ねたρρは、ビザンチン時代にῤῥ（rrh）のように書かれることがあった。
現代のギリシア語には/h/音は存在しないにもかかわらず、1970年代までは時代錯誤的に気息記号が書かれていたが、トノス以外を書かない書き方が1976年から普及し、1982年には公式に認められた。

## 類似の記号
連続する2語が縮約によって融合して1語になるとき、融合によって生じた母音に無気記号と同じ形の記号が加えられる。これをコローニス（κορωνίς、coronis）と呼ぶ。コローニスは語中に出現するため、原則として語頭に置かれる無気記号とは区別できる。
例: アッティカ方言: ἐγὼ οἶμαι → ἐγᾦμαι（私は……と思う）